# 1503 км
1503 км (баш. 1503 км) — упразднённое в 2005 году поселение (железнодорожная будка) из Кармышевского сельсовета в Альшеевском районе Башкортостана.
Население на 1 января 2002 года составляло 0 человек.
Почтовый индекс — 452120, код ОКАТО — 80202828003.
Возник как селение рабочих при станции Транссиба
Находился на протоке Вершинин реки Курсак. Остановочный пункт платформа 1503 км. Проходит автодорога местного значения, газопровод
Упразднен Законом № 211-з «О внесении изменений в административно-территориальное устройство Республики Башкортостан в связи с образованием, объединением, упразднением и изменением статуса населённых пунктов, переносом административных центров» от 20 июля 2005 года.